# Udryck (stacja kolejowa)
Udryck (ukr. Удрицьк, ros. Удрицк) – stacja kolejowa w miejscowości Udryck, w rejonie sarneńskim, w obwodzie rówieńskim, na Ukrainie.
Stacja istniała przed II wojną światową. Od upadku Związku Sowieckiego Udryck jest ukraińską stacją graniczną na granicy z Białorusią.